# Shackleton Range
Die Shackleton Range ist ein teilweise eisfreies Gebirge in Coatsland, Ostantarktika, das sich 240 km in Ost-West-Richtung erstreckt und eine Fläche von etwa 14.000 km² aufweist. Die Haupt-Gipfel erreichen Höhen von 1400 bis 1600 m; die größte Höhe weist der Holmes Summit mit 1875 m auf. Das Gebirge wurde nach dem britischen Polarforscher Ernest Shackleton benannt.

## Entdeckungsgeschichte
Die Shackleton Range wurde erstmals im Dezember 1955 von einem argentinischen Flugzeug aus gesichtet. Weitere Sichtungen erfolgten während der Commonwealth Trans-Antarctic Expedition (1955–1958) durch britische Flugzeuge. Im Oktober 1957 betraten erstmals zwei Vermessungsingenieure und ein Geologe einer britischen Expedition das Gebirge. Neben der topographischen Geländeaufnahme wurden geologische Proben gesammelt. In den Südsommern zwischen November 1968 und Februar 1971 wurden die Vermessungsarbeiten fortgesetzt und die Geologie des Gebirges in ihren Grundzügen erforscht. Detaillierte geologische Forschungen in einzelnen Gebirgsteilen wurden in den Südsommern 1975/76 bis 1982/83 durch sowjetische Expeditionen vorgenommen, deren Ergebnisse allerdings nur bis zur Expedition 1977/78  wissenschaftlich ausgewertet und publiziert wurden. Zwei Expeditionen wurden in der Folgezeit von der Bundesanstalt für Geowissenschaften und Rohstoffe organisiert, die sogenannte GEISHA-Expedition 1987/88 und die EUROSHACK-Expedition 1994/95. Schwerpunkt dieser Expeditionen waren geologische und geophysikalische Arbeitsprogramme.

## Geographie
Die Shackleton Range erstreckt sich über eine Distanz von etwa 240 km vom südöstlichen Ende des Filchner-Ronne-Schelfeises in östliche Richtung bei einer maximalen Nord-Süd-Ausdehnung von 70 km. Im Norden wird der Gebirgszug durch den Slessor-Gletscher, im Süden durch den Recovery-Gletscher begrenzt. Die eisfreien Nunatakker und Gebirgsmassive steigen von 400 m am westlichen Rand des Gebirges bis auf über 1800 m am östlichen Ende an.
Durch kleinere Gletscher und ausgedehnte Schneefelder werden die eisfreien Bereiche in sechs Teile gegliedert:
- im äußersten Westen die Otter Highlands, an deren Ostrand der Blaiklock-Gletscher nach Norden abfließt;
- daran anschließend die Haskard Highlands, die im Osten durch den Stratton-Gletscher begrenzt werden;
- die La-Grange-Nunatakker, die im Norden des Gebirges zwischen dem Stratton- und dem Gordon-Gletscher über eine Fläche von mehr als 1600 km² verstreut sind;
- die Herbert Mountains im zentralen Nordteil der Shackleton Range;
- das Pioneers Escarpment im Nordosten;
- und im Süden des Gebirges die Read Mountains mit der etwas nach Westen abgesetzten Stephenson Bastion.

Der zentrale Bereich der Shackleton Range bildet eine alte Peneplain, die von Schneefeldern fast vollkommen bedeckt wird.
Im nordwestlichen Teil der Shackleton Range liegen zwei kleine, permanent eisbedeckte Seen, der Nostoc Lake am Fuße des Mount Provender in den Haskard Highlands und der Folkertssee in den nordwestlichen La Grange-Nunatakkern.
Die Shackleton Range ist keine „Meteoritenfalle“ wie andere Regionen Antarktikas. Der bisher einzige dokumentierte Fund ist ein 3,5 kg schwerer Nickel-Eisen-Meteorit, der von der GEISHA-Expedition entdeckt wurde.

## Geologie
Im Süden der Shackleton Range ist der Rand des präkambrischen antarktischen Schildes aufgeschlossen. Dort in den Read Mountains bilden mittelproterozoische Gneise das Basement, auf dem Reste eines unterkambrischen, gering metamorphen Deckgebirges erhalten sind. Am Ende des Kambriums vor etwa 500 Millionen Jahren kollidierte der antarktische Kontinent mit einem anderen Kontinent (wahrscheinlich ein Teil des südlichen Afrika), dessen Fragmente heute in der nördlichen Shackleton Range erhalten sind. Bei dieser Kollision wurden Gesteine dieses Kontinents als tektonische Decke nach Süden auf die Read Mountains überschoben. Bereits im Ordovizium begann die Erosion, wodurch die alten Gesteine des antarktischen Kontinents im Zentrum der Read Mountains als geologisches Fenster freigelegt und der Abtragungsschutt im Nordwesten des Gebirges zur Ablagerung kam. Vor allem die Otter Highlands werden von grünen Sandsteinen, Konglomeraten und Siltsteinen aufgebaut, von denen letztere Spurenfossilien enthalten, die ein ordovizisches Alter aufweisen.
Am Ende des Karbon war die Shackleton Range erstmals von Gletschern bedeckt. Bei deren Rückzug im Perm wurden Geschiebe abgelagert, deren Reste heute im östlichsten Teil des Gebirges an einigen Stellen erhalten sind und die jüngsten bekannten Gesteine der Shackleton Range bilden.